# The Danites
Pour plus de détails, voir Fiche technique et Distribution.
The Danites est un film muet américain réalisé par Francis Boggs et sorti en 1912.

## Fiche technique
- Réalisation : Francis Boggs
- Scénario : McKee Rankin
- Chef-opérateur : Bob Brothinton, Harry W. Gerstad
- Production : William Selig
- Dates de sortie : 
  -  États-Unis : 19 février 1912

## Distribution
- Hobart Bosworth : Sandy
- George Hernandez : le juge
- Tom Santschi : Parson, un mineur
- Herbert Rawlinson : Limber Tim, un mineur
- Roy Watson : Hickman, un Danite
- Al Ernest Garcia : Carter, un Danite
- F. W. Huntley : Chink, un chinois bricoleur
- Frank Richardson
- Frank Clark
- Edward H. Philbrook
- Betty Harte : Nancy Williams
- Eugenie Besserer : la veuve institutrice
- Anna Dodge
- Jane Keckley
- Harry Dean
- Bessie Eyton
- 'Deacon' Sam Fowler
- Rollin Mellon
- Brayton Philbrook
- E. Pickett
- Frank Roberts Jr.
- Swift Train